# Indira Gandhi nemzetközi repülőtér
Az Indira Gandhi nemzetközi repülőtér (IATA: DEL, ICAO: VIDP) India egyik nemzetközi repülőtere, amely Delhi közelében található. Éves utasforgalma 63 451 503 fő (2017).
A repülőtér Delhi délnyugati részén található. Belföldi és nemzetközi járatokat fogad és indít. 2006–2007-ben a repülőtér több mint 20,44 millió utast szolgált ki, így Dél-Ázsia egyik legforgalmasabb repülőtere. 2030-ban a tervek szerint a reptér évente 100 millió utast fog kiszolgálni. Ez nagyobb forgalom, mint amit a ma legforgalmasabb repülőtér, az atlantai lebonyolít.

## Megközelítése
Megközelítése a Delhi metróhoz tartozó Airport Express vonalon vagy közúton lehetséges.

## Futópályák
A repülőtér futópályái:
- 09/27 (9229 ft, 148 ft, aszfalt)
- 10/28 (12 500 ft, 151 ft, aszfalt)
- 11/29 (14 534 ft, 200 ft, aszfalt)

## Forgalom
Az utasforgalom az elmúlt években az alábbi módon változott:
| Utasok száma | 28 531 607 | 35 001 743 | 36 712 455 | 45 981 773 | 55 631 385 | 69 866 994 | 68 490 731 | 28 500 545 | 59 490 074 | 72 214 841 |
|              | 2010       | 2011       | 2013       | 2015       | 2016       | 2018       | 2019       | 2020       | 2022       | 2023       |